# Centro de Referência da Moda de Belo Horizonte

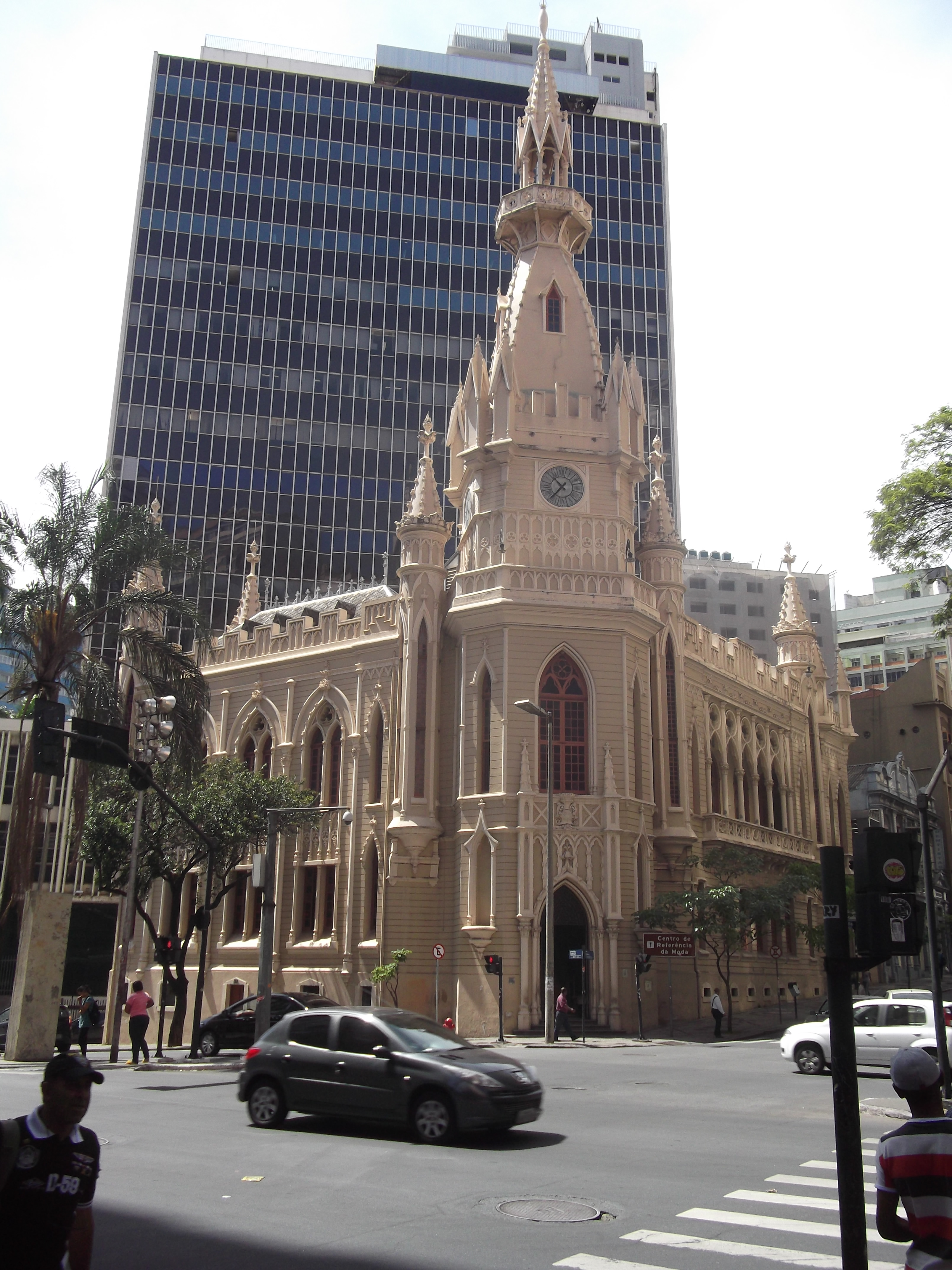
Fachada

O Centro de Referência da Moda de Belo Horizonte (CRModa) ocupa uma das mais belas edificações da cidade, em uma localização privilegiada. O prédio neogótico, em estilo manuelino, localizado na Rua da Bahia, nº 1149, esquina com Av. Augusto de Lima, foi construído em 1914. Já abrigou instituições de grande importância histórico-cultural para Belo Horizonte, como o Conselho Deliberativo da Capital, depois denominado Câmara Municipal, a Biblioteca Municipal, a primeira rádio da cidade (PRC-7, Rádio Mineira), a Escola de Arquitetura da UFMG, o Museu de Mineralogia Professor Djalma Guimarães e o Museu da Força Expedicionária Brasileira.
Inaugurado em 2012,  é um projeto desenvolvido dentro do Centro de Cultura Belo Horizonte (CCBH). Tem como objetivo traduzir a cultura, o estilo e os costumes dos habitantes da capital mineira. O CRModa também centraliza uma série de ações de apoio a estudantes, professores, estilistas e profissionais ligados à moda.